# Il matrimonio di Maria
Il matrimonio di Maria è un radiodramma scritto da Rossana Campo nel 1996.
Trasmesso da Rai Radio Tre nel gennaio 1997, il testo è stato pubblicato nel novembre dell'anno successivo.

## Trama
Maria Buttitta, trentadue anni, professoressa, nativa della Sicilia, vive a Milano con l'amica Patty, di professione meccanico, con cui vive una relazione omosessuale che dura ormai da cinque anni. La loro relazione è sconosciuta ai genitori di Maria, che la vorrebbero accasata e madre, e che stanno venendo a Milano per trovarla. Per tirarla fuori dall'impaccio (e anche per non dover più pagare l'affitto) Giacomo, detto Gimmy, sassofonista squattrinato e affittuario di Patty, si offre di sposarla (anche perché Maria non ha la minima intenzione di fare coming out).
Il matrimonio viene celebrato, e Maria rimane incinta, con sommo disappunto di Patty (che sperava che il matrimonio non venisse consumato e che la relazione tra le due potesse continuare). La donna vorrebbe abortire, ma l'appuntamento con la ginecologa salta per motivi di nervosismo. Durante una pausa al fast food, Patty convince Maria a tenere il bimbo e le conferma la decisione di andarsene e prendere una pausa dalla relazione. Otto mesi dopo Maria partorisce una bambina, che chiamerà Patrizia, e si riconcilierà con la sua Patty, informandola che, anche se continuerà a vivere con Gimmy, ciò non le impedirà di amarla: Patty verrà a vivere con loro, e Maria si ripropone di fare coming out.

## Edizioni
- Rossana Campo, Il matrimonio di Maria, collana Universale Economica Feltrinelli, 1998,  p. 96, ISBN 88-07-81513-3.

- Rossana Campo, Il matrimonio di Maria, collana Universale Economica Feltrinelli, 2006,  p. 96, ISBN 978-88-07-81513-3.